# 阳台上
《阳台上》，张猛执导文艺剧情电影，改编自作家任晓雯的同名小说，讲述了一个未完成的“复仇”的故事，由王锵领衔主演，周冬雨特别出演，于2019年3月15日上映。

## 剧情概述
整日无所事事的张英雄（王锵饰）一直生活在父母的溺爱下。父亲因为与拆迁工作人员陆志强发生冲突而忽然离世，张英雄决定要为父亲报仇。生性懦弱、摇摆不定的他却在不断偷窥、跟踪的“复仇”过程中，对陆志强的女儿陆珊珊（周冬雨饰）产生了复杂而冲动的感情......

## 演员
| 演员   | 角色   | 简介 |
| 王锵   | 张英雄 |      |
| 周冬雨 | 陆姗姗 |      |
| 曹瑞   | 沈重   |      |

## 音乐原声
| 曲別       | 歌名         | 演唱者 | 作詞   | 作曲   | 备注               |
| 主题曲     | 罗马尼亚姑娘 | 双档   | 油面筋 | 百叶包 |                    |
| 电影推广曲 | 阳台上       | 郁可唯 | 许宇杰 | 高橋優 | 改编自《ヤキモチ》 |

## 制作
2017年10月5日在上海市正式开机，10月20日周冬雨戏份杀青，11月26日全片杀青。
本片采用全胶片拍摄。
周冬雨在本片中不仅特别出演女主角，亦担任出品人参与投资拍摄。

## 宣传
2017年11月30日发布首张“冬雨版”海报，讲述了一个“未完成的复仇故事”。
2018年4月17日发布定档海报，将于6月1日上映。
2018年5月24日周冬雨发布微博称原定于6月1日上映的电影《阳台上》最终决定延期上映。
2019年1月31日片方宣布定档2019年3月15日上映。
2月20日发布“春梦版”主题曲《罗马尼亚姑娘》MV，为一首用吴语演唱的歌曲。
2月26日发布“复仇版”预告。
3月4日在北京国际关系学院举行“春心萌动”发布会，导演张猛携主创周冬雨、王锵等主创出席。